# Jana Uskova
Jana Viktorovna Uskova (russisk: Яна Викторовна Ускова) er en kvindelig russisk håndboldspiller, der spiller for Kastamonu Belediyesi GSK i Tyrkiet og Ruslands kvindehåndboldlandshold.
Hun var på det med til at vinde guld ved VM i håndbold for kvinder 2007.